# العلاقات الغينية اللبنانية
العلاقات الغينية اللبنانية هي العلاقات الثنائية التي تجمع بين غينيا ولبنان.

## مقارنة بين البلدين
هذه مقارنة عامة ومرجعية للدولتين:
| وجه المقارنة                                              | غينيا       | لبنان                                                                |
| --------------------------------------------------------- | ----------- | -------------------------------------------------------------------- |
| المساحة (كم2)                                             | 245.86 ألف  | 10.45 ألف                                                            |
| عدد السكان (نسمة)                                         | 12.72 مليون | 6.10 مليون                                                           |
| الكثافة السكانية (ن./كم²)                                 | 51.74       | 583.73                                                               |
| العاصمة                                                   | كوناكري     | بيروت                                                                |
| اللغة الرسمية                                             | لغة فرنسية  | اللغة العربية، لغة فرنسية                                            |
| العملة                                                    | فرنك غيني   | ليرة لبنانية                                                         |
| الناتج المحلي الإجمالي (بليون دولار)                      | 10.50 مليار | 51.84 مليار                                                          |
| الناتج المحلي الإجمالي (تعادل القوة الشرائية) بليون دولار | 15.24 مليار | 81.54 مليار                                                          |
| الناتج المحلي الإجمالي الاسمي للفرد دولار أمريكي          | 531         | 8.05 ألف                                                             |
| الناتج المحلي الإجمالي للفرد دولار أمريكي                 | 1.22 ألف    | 17.46 ألف                                                            |
| مؤشر التنمية البشرية                                      | 0.411       | 0.769                                                                |
| رمز المكالمات الدولي                                      | +224        | +961                                                                 |
| رمز الإنترنت                                              | .gn         | .lb                                                                  |
| المنطقة الزمنية                                           | 00          | ت ع م+02:00، ت ع م+03:00، توقيت شرق أوروبا، توقيت شرق أوروبا الصيفي ‏ |

## منظمات دولية مشتركة
يشترك البلدان في عضوية مجموعة من المنظمات الدولية، منها:
| علم المنظمة | اسم المنظمة                               | تاريخ انضمام غينيا | تاريخ انضمام لبنان |
| ----------- | ----------------------------------------- | ------------------ | ------------------ |
|             | مؤسسة التنمية الدولية                     | 26 سبتمبر 1969     | 10 أبريل 1962      |
|             | يونسكو                                    | 2 فبراير 1960      | 4 نوفمبر 1946      |
|             | وكالة ضمان الاستثمار متعدد الأطراف        | 5 أكتوبر 1995      | 19 أكتوبر 1994     |
|             | الأمم المتحدة                             | 12 ديسمبر 1958     | 24 أكتوبر 1945     |
|             | الاتحاد البريدي العالمي                   | ?                  | ?                  |
|             | البنك الدولي للإنشاء والتعمير             | 28 سبتمبر 1963     | 14 أبريل 1947      |
|             | منظمة التعاون الإسلامي                    | ?                  | ?                  |
|             | منظمة حظر الأسلحة الكيميائية              | ?                  | ?                  |
|             | مؤسسة التمويل الدولية                     | 22 أكتوبر 1982     | 28 ديسمبر 1956     |
|             | المركز الدولي لتسوية المنازعات الاستشارية | 4 ديسمبر 1968      | 25 أبريل 2003      |
|             | منظمة الشرطة الجنائية الدولية             | ?                  | ?                  |